# Maximilian Harden

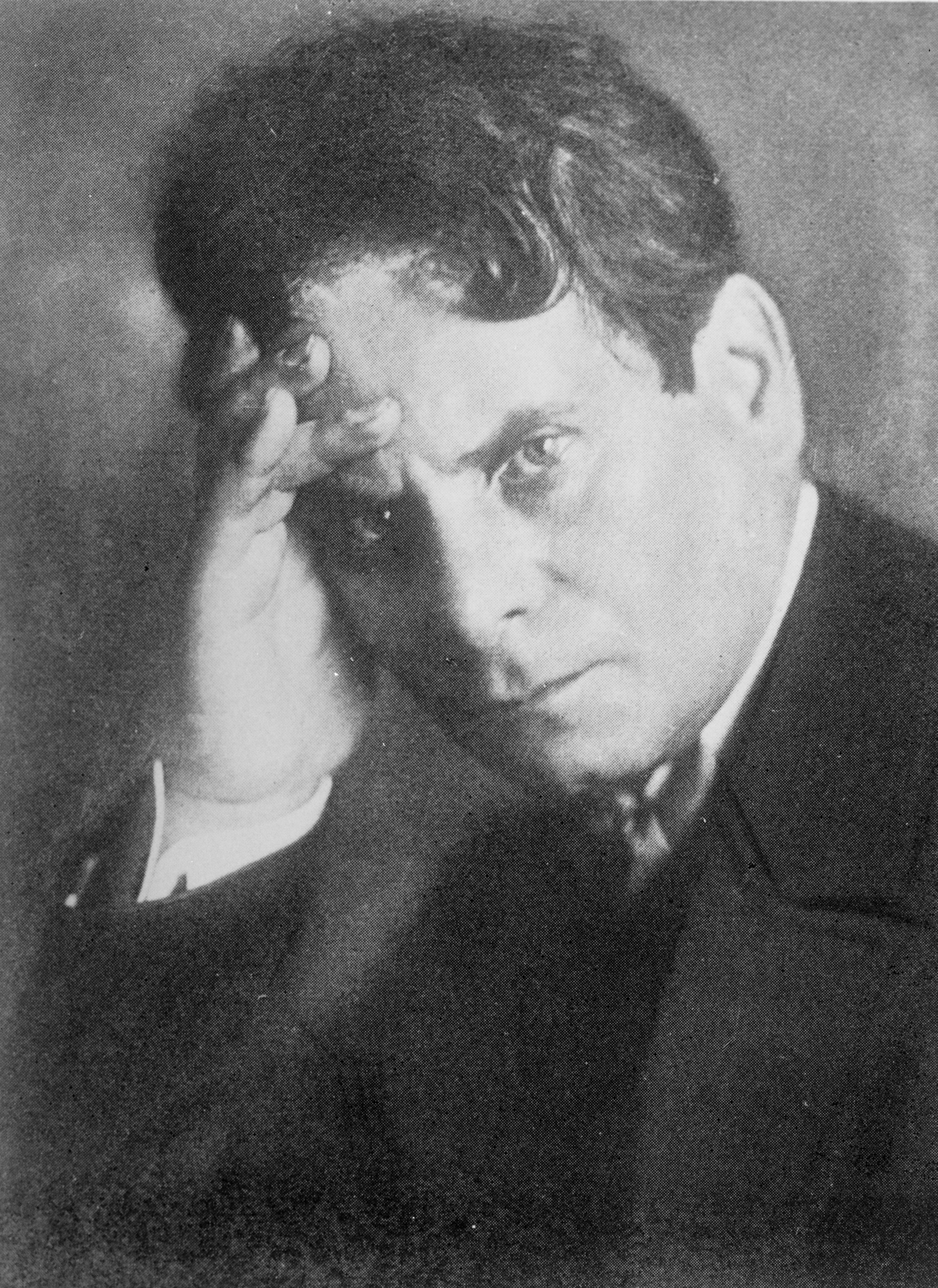
Maximilian Harden (1911)

Maximilian Harden (* 20. Oktober 1861 in Berlin; † 30. Oktober 1927 in Montana, Schweiz; ursprünglich Felix Ernst Witkowski; zahlreiche Pseudonyme wie „Kent“, „Aposta“, „Kunz von der Rosen“) war ein deutscher Publizist, Kritiker, Schauspieler und Journalist.
Harden war der Herausgeber der Wochenschrift Die Zukunft (1892–1922). Er strengte Prozesse gegen Berater und Freunde des Kaisers Wilhelm II. an (Harden-Eulenburg-Affäre), die zu mehreren Rücktritten führten.

## Leben

### Kaiserzeit
Harden war der Sohn des jüdischen Seidenhändlers Arnold Witkowski und dessen Frau Ernestine. Sein Bruder war der einflussreiche Bankier und Politiker Richard Witting. Auf Druck seines Vaters hin musste der Zwölfjährige das Französische Gymnasium in Berlin verlassen. Ab 1874 absolvierte er eine Ausbildung zum Schauspieler und trat danach mit einer Wandertruppe an verschiedenen Orten in Deutschland auf. 1878 konvertierte er zum Protestantismus. Ab 1884 war Harden Theaterkritiker für zahlreiche Zeitungen. Unter dem Pseudonym Apostata veröffentlichte er in der Zeitschrift Die Gegenwart außerdem Artikel zu politischen Themen.
Dort publizierte er auch einen langen, satirischen Artikel, in dem er die Poetin Ottilie Voß mit folgenden Worten lobte: „Auch mir ist eine gesunde Beschämung nicht erspart worden: Erst kürzlich durfte ich hier gegen die Übertreibung des Feminismus zu Felde ziehen und vor der weiblichen, allzu weiblichen Literatur warnen und nun muss ich selbst eine echte Poetin der Gegenwart vorführen... Ottilie Voß lebt, das ist gewiss, aber kein Heldenbuch, kein Literaturkalender weiß Nam' und Ort der neuen Lyrikerin zu nennen. … Nur an ihren Früchten sollt ihr sie erkennen, an den 34 köstlichen Früchten, die in ihrer Lyrik prangenden Garten als hoffentlich nicht letzte Ernte uns entzücken.“ Bis heute ist unklar, ob Harden diese Poetin erfunden hat und ihre Gedichte aus seiner Feder stammen.
Weitere Zeitungen, in denen er publizierte, waren Die Nation und das Berliner Tageblatt, dort als Mitarbeiter von Theodor Wolff. 1889 war er einer der Mitbegründer des Theatervereins Freie Bühne in Berlin und reorganisierte in den folgenden Jahren gemeinsam mit Max Reinhardt das Deutsche Theater in Berlin.
1892 gründete Harden die Wochenzeitschrift Die Zukunft, in der er viele Essays zu Politik und Kunst veröffentlichte. Gleich in der ersten Ausgabe kanzelte er pauschal seine ganze Konkurrenz als verdummende Fälscher ab: „Weil sie aber in Berlin ihr großes Färbemagazin, ihren Fälschertempel errichtet hat, weil sie ein Millionenvolk verdummt und verderbt, deshalb nur bestreite ich hier diesen neuen Bel und künde ihm Fehde, ohne Erbarmen, und rufe, so laut, wie der Fälscherchor zwingt: Glaubt ihnen nicht.“ Für Maximilian Harden gab es nur einen, der die Wahrheit sucht: ihn selbst. Harden agierte als intellektuelle „Kampfnatur“ und arbeitete sich am politischen, sozialen und kulturellen Zeitgeschehen ab, so etwa an der Kotze-Affäre. Publizistisch war er äußerst aktiv, tausende Seiten seiner Zeitschrift füllte er selbst. Innerhalb weniger Jahre wurde er der „bestgehasste und jedenfalls bekannteste unter allen deutschen Schriftstellern“, wie die Zeitschrift Berliner Leben im September 1898 urteilte. Mit der Zukunft bot er auch progressiven Denkerinnen und Denkern eine Plattform, etwa der Sexualreformerin Helene Stöcker.
Künstlerisch war er in eine Reihe von Auseinandersetzungen unter anderen mit Gerhart Hauptmann und Hermann Sudermann verwickelt. Für den Friedrichshagener Dichterkreis hatte Harden einen hohen Stellenwert: Er veröffentlichte in der ersten Ausgabe seiner Zeitschrift den Aufruf Ola Hanssons und Laura Marholms zur Unterstützung August Strindbergs. Diese 1.000 Mark waren die Voraussetzung für die Übersiedlung Strindbergs nach Friedrichshagen, aber auch Grundlage des Zerwürfnisses Strindbergs mit Laura Marholm.
Im Kaiserreich war Maximilian Harden anfangs Monarchist und bewunderte Otto von Bismarck. Später sah er die neue Regierung unter Wilhelm II. und besonders dessen von Bismarck so genannte „Kamarilla der Kinäden“ kritisch.
Ab 1906 griff Harden in einer Reihe von Artikeln die Entourage und damit das auch von Harden so genannte persönliche Regiment des Kaisers an (→ Harden-Eulenburg-Affäre). Die Enthüllungen richteten sich vor allem gegen den Diplomaten Philipp zu Eulenburg sowie den Berliner Stadtkommandanten und Flügeladjutanten des Kaisers Kuno von Moltke. Von dem homoerotischen Milieu seiner „Hofkamarilla“ werde die „Verweichlichung“ Wilhelms begünstigt. Zu besonders harten Auseinandersetzungen führte seine – ihm angeblich von Bismarck bei einer Flasche Wein gesteckte – Enthüllung, dass Eulenburg, ein enger Freund und Berater des Kaisers, homosexuell sei und einen Meineid geleistet habe. Die Outing-Kampagne führte zu einer Staatsaffäre und zog eine mehrjährige Prozesslawine nach sich. Trotz anfänglichen Freispruchs beschädigten die drei Sensationsprozesse gegen Eulenburg das Ansehen des Kaiserhauses stark und wurden von Hardens Anwalt Max Bernstein gezielt zur Bloßstellung der offensichtlich nicht unabhängigen preußischen Justiz genutzt. Ähnliche Schockwellen sandte der Skandal-Prozess von Kuno von Moltke gegen Harden aus. Weil in diesem Prozess Maximilian Harden Privates des Grafen an die Öffentlichkeit zerrte, rechnete sein einstiger Verehrer Karl Kraus aus Wien 1907 in dem Pamphlet Maximilian Harden. Eine Erledigung. mit ihm ab.

### Weltkrieg und Republik
Im Ersten Weltkrieg trat Harden anfangs für einen Siegfrieden ein. Allmählich relativierte er seine Position jedoch und wurde immer mehr zu einem Kritiker der Kriegspolitik. 1918 wurde ihm für seine Essay-Sammlung Krieg und Frieden der Strindberg-Preis verliehen. Im Verlauf der Revolution nach 1918 bezog Harden sozialistische Positionen. 1919 heiratete er seine langjährige Lebensgefährtin Selma Aaron.
Als man sich in Deutschland gegen die Friedensbedingungen des Versailler Vertrags empörte, gehörte Harden zu den wenigen, die diesen befürworteten, weil er von der Kriegsschuld Deutschlands überzeugt war. Harden fand immer weniger geneigte Leser. Mit einer sinkenden Zahl an Abonnenten der Zukunft schwand sein Einfluss.
Am Abend des 3. Juli 1922 wurde Harden auf dem Heimweg auf der Straße vor seinem Haus in Berlin-Grunewald hinterrücks überfallen und niedergeschlagen. Als Harden laut um Hilfe rief, lief der Attentäter davon. Harden hatte insgesamt acht Kopfwunden erlitten und schwebte zwei Wochen lang in Lebensgefahr, konnte aber bald wieder hergestellt werden. Noch am Tatort wurde der 22-jährige Oldenburger Landwirt Herbert Weichhardt festgenommen, der gestand, das Attentat gemeinsam mit dem acht Jahre älteren Kaufmann Paul Ankermann verübt zu haben. Als Auftraggeber benannte Weichhardt den Oldenburger Buchhändler Albert Grenz. Letzterer war im Deutschvölkischen Schutz- und Trutzbund aktiv und Gründer eines einschlägigen, rechtsradikalen Verlags. Kennengelernt hatten die drei sich in der Ortsgruppe des Stahlhelms. Grenz behauptete, postalisch von München aus mit der Organisation des Attentats beauftragt worden zu sein. Alle Angeklagten waren geständig; Grenz und Weichhardt bestritten in ihrem Prozess aber eine Tötungsabsicht. Man habe Harden einen „Denkzettel“ verpassen wollen. Das Gericht beschäftigte sich nicht weiter mit den Motiven, sondern verurteilte die beiden umgehend zu geringen Haftstrafen wegen Beihilfe zur gefährlichen Körperverletzung. Das milde Urteil in dem einseitigen Verfahren wurde in der Tagespresse über das republikfreundliche Spektrum hinaus kritisiert. Zumindest der zwischenzeitlich flüchtige Ankermann, der auf Harden eingeschlagen hatte, wurde von einem anderen Gericht 1924 zu sechs Jahren Zuchthaus wegen versuchten Mordes verurteilt.
Für den Historiker Martin Sabrow steht die Tötungsabsicht aller drei Angeklagten außer Frage. Er sieht den Ursprung des Plans zum Attentat auf Harden im „Dunstkreis völkischer und antisemitischer Denkhaltungen“, aber zumindest bei Weichhardt und Ankermann auch im Streben nach Geld, das die beiden Attentäter immer wieder von Grenz forderten. Das Mordkomplott sei „die Tat zweier im bürgerlichen Leben gescheiterter Weltkriegssoldaten, die in dem von politischen Morden geprägten innenpolitischen Klima der Jahre 1921/22 versuchten, über die Ermordung eines prominenten jüdischen Publizisten das Entréebillet in eine rechtsradikale Geheimorganisation zu gewinnen.“ Zwar würden Indizien wie Tatvorbereitung und -ausführung auf die Organisation Consul (OC) verweisen, die bereits aufsehenerregende Attentate auf Philipp Scheidemann und Walther Rathenau verübt hatte, aber Harden sei in der Weimarer Republik in Vergessenheit geraten und deshalb kein lohnendes Ziel für die OC gewesen. Sein Name tauchte auf ihren Mordlisten nicht auf, und die Attentäter hatten auch keine weitere Verbindung zur OC oder etwa zum Freikorpsmilieu. Der Tatverdacht gegen die OC beruhte „zu einem erheblichen Maß auf der Bereitschaft des öffentlichen Bewußtseins, nach den Erkenntnissen und Spekulationen über die Münchner Drahtzieher im Zusammenhang mit den voraufgegangenen Anschlägen auch diesen Mordversuch auf das Konto der geheimnisvollen Erhardt-Organisation zu buchen.“ Grenz’ Kontakt zum terroristischen Milieu der völkischen Rechtsradikalismus bestand vielmehr in seiner Mitgliedschaft im Germanenorden. Harden veröffentlichte zudem einen Brief des Gründers und Führers der OC, Hermann Ehrhardt, in welchem dieser ihm für die Unterstützung dankte, denn Harden hatte in der Zukunft die Legitimität der strafrechtlichen Verfolgung Ehrhardts wegen dessen Beteiligung am Kapp-Putsch 1920 bestritten.
Kurze Zeit darauf, weil auch durch die gegen ihn gerichtete Pressekampagne, sein Ansehen erheblich gelitten hatte, stellte Harden  Die Zukunft ein. Am 30. September 1922, dreißig Jahre nach ihrer Gründung, erschien die letzte Ausgabe. 1923 zog Harden sich in die Schweiz zurück.

### Tod, Grabstätte, Ehrung

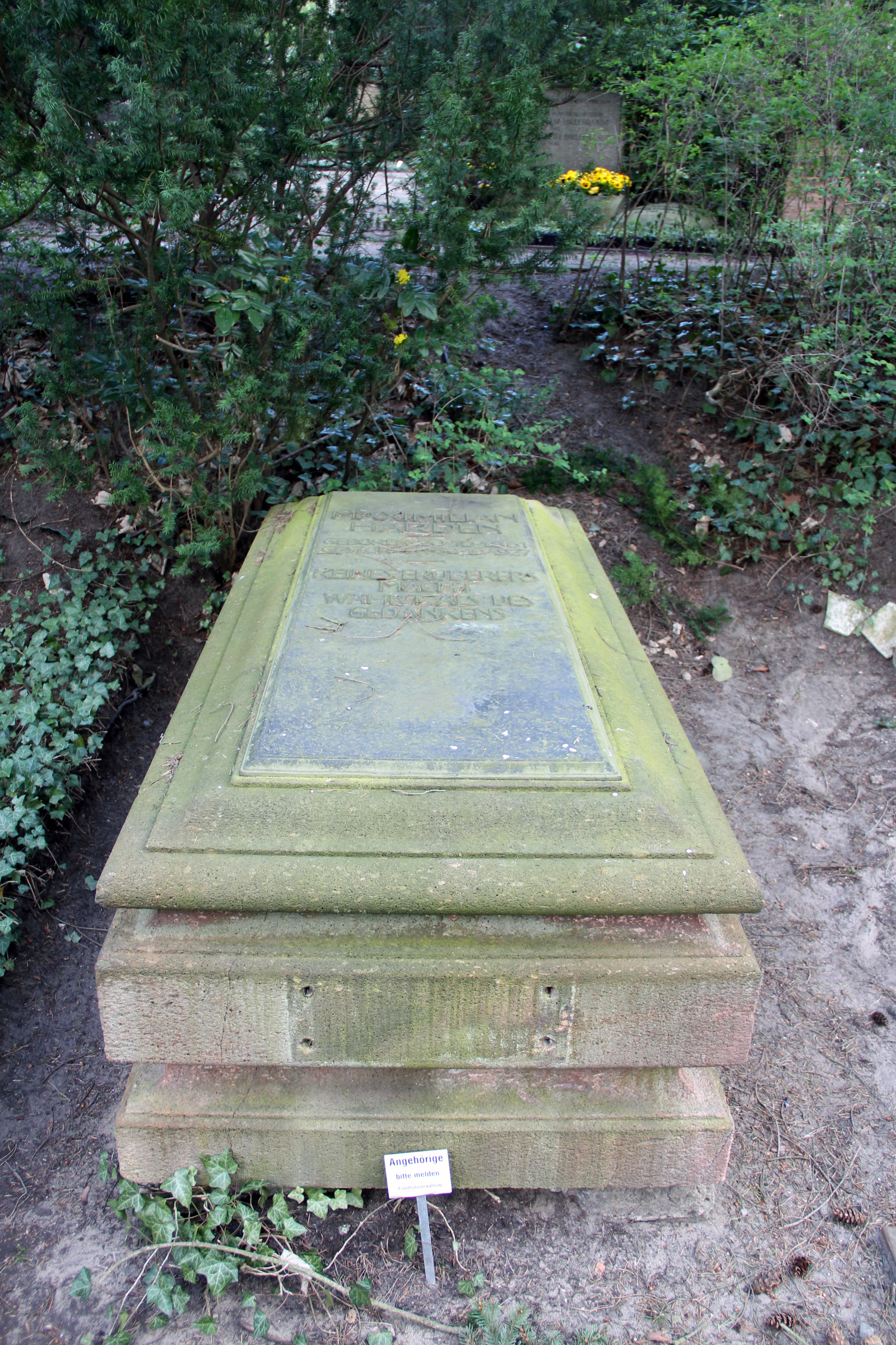
Grab von Maximilian Harden auf dem Friedhof Heerstraße in Berlin-Westend

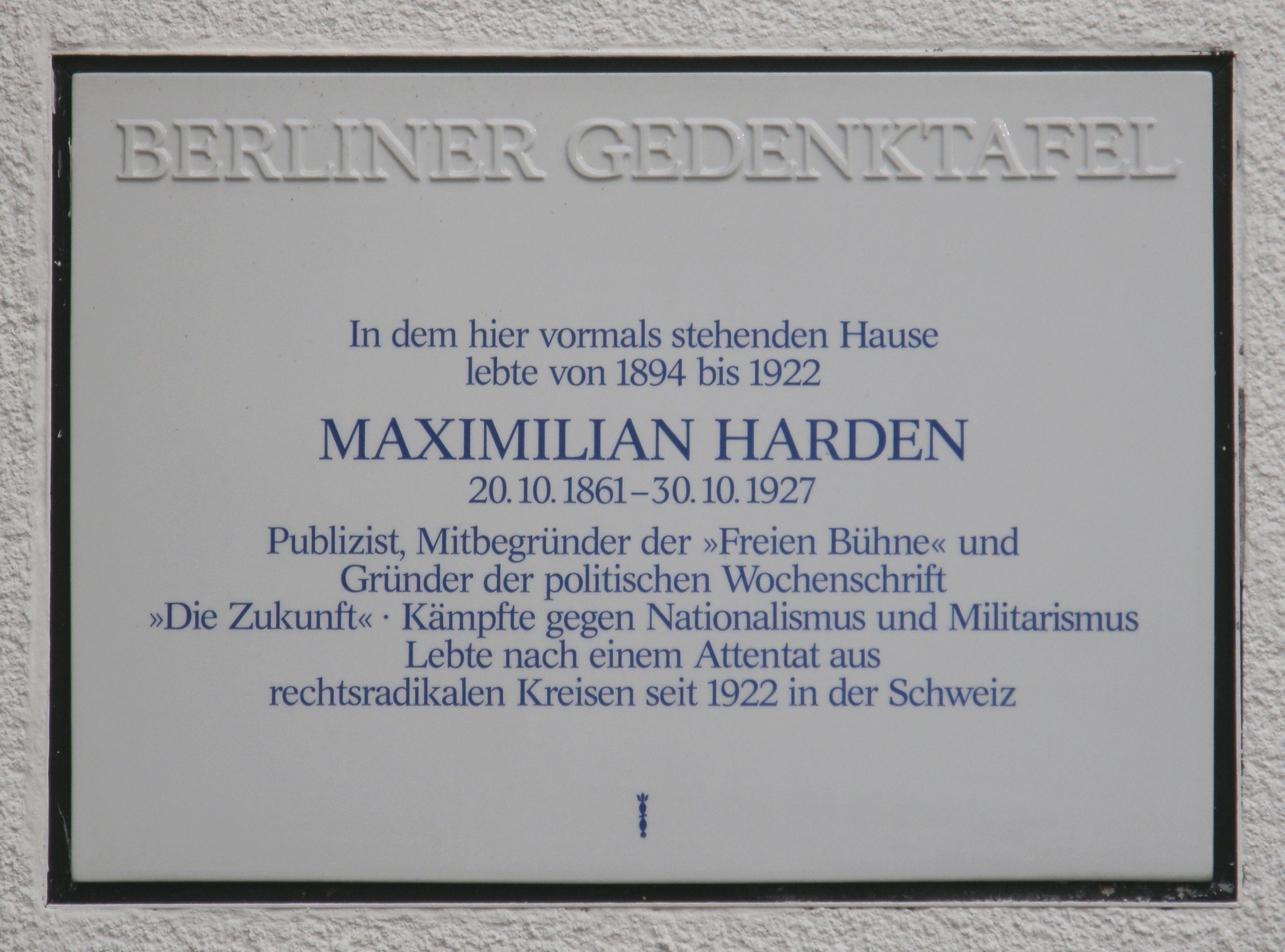
Berliner Gedenktafel für Harden in Grunewald

Maximilian Harden starb, nur zehn Tage nach seinem 66. Geburtstag, am 30. Oktober 1927 in Montana-Vermala im schweizerischen Wallis an einer Lungenentzündung, die sich infolge einer hartnäckigen Bronchitis entwickelt hatte. Die Krankheit hatte ihn davon abgehalten, nach Berlin zurückzukehren, wo er eine für Anfang 1928 anvisierte Wiederherausgabe der Zukunft hatte vorbereiten wollen.
In einem Nachruf der Vossischen Zeitung resümierte Georg Bernhard:

„[I]m Grunde genommen ist doch wohl die Tatsache, dass er dem neuen Deutschland nichts mehr geben konnte, darauf zurückzuführen, dass der journalistische Gegenspieler Wilhelms II. mit dessen Sturz sein eigenes Spiel innerlich als beendet empfand. Darin, dass er sich selbst gegen dieses Empfinden auflehnte, lag die innere Tragik seiner letzten Lebensjahre. […] Und vielleicht hat es das Schicksal mit Harden besonders gütig gemeint, indem es ihn abberief vor der sicheren Enttäuschung, die er mit dem Wiedererscheinen der ‚Zukunft‘ erlebt hätte.“

Der Angriff, die Gauzeitung der Berliner NSDAP, schrieb: „Maximilian Harden ist durch eine Lungenentzündung hingerichtet worden. Damit geht eines der gemeinsten und niederträchtigsten Individuen, die Deutschland an den Rand des Abgrunds gebracht haben, aus dem Zeitlichen heraus. […] Wir bedauern am Tod dieses Mannes nur, dass er uns die Möglichkeit genommen hat, auf unsere Weise mit Isidor Witkowski abzurechnen.“
Bei der Trauerfeier, die am 4. November im engsten Familien- und Freundeskreis im Krematorium Wilmersdorf stattfand, trug Ernst Deutsch Lyrik Goethes und einen Monolog aus Egmont vor. Die Beisetzung der Urne erfolgte anschließend auf dem Friedhof Heerstraße im heutigen Ortsteil Berlin-Westend. Das Grabdenkmal in Form eines Scheinsarkophags aus Rochlitzer Porphyr mit Grabplatte und der Inschrift „Keines Eroberers Macht währt als des Gedankens“ schuf der Bildhauer Ludwig Isenbeck. Auch die Gattin Selma Harden geb. Aaron (1863–1932) ist hier bestattet.
Die letzte Ruhestätte von Maximilian Harden auf dem Friedhof Heerstraße (Grablage: 8-C-10-Reg.335) war von 1990 bis 2014 als Ehrengrab des Landes Berlin gewidmet. Nach Auslaufen der Widmung und des damit zusammenhängenden Schutzes fand sich ein Grabpate, der sich zu Erhalt und Pflege der Grabstätte bereit erklärte.

## Werke

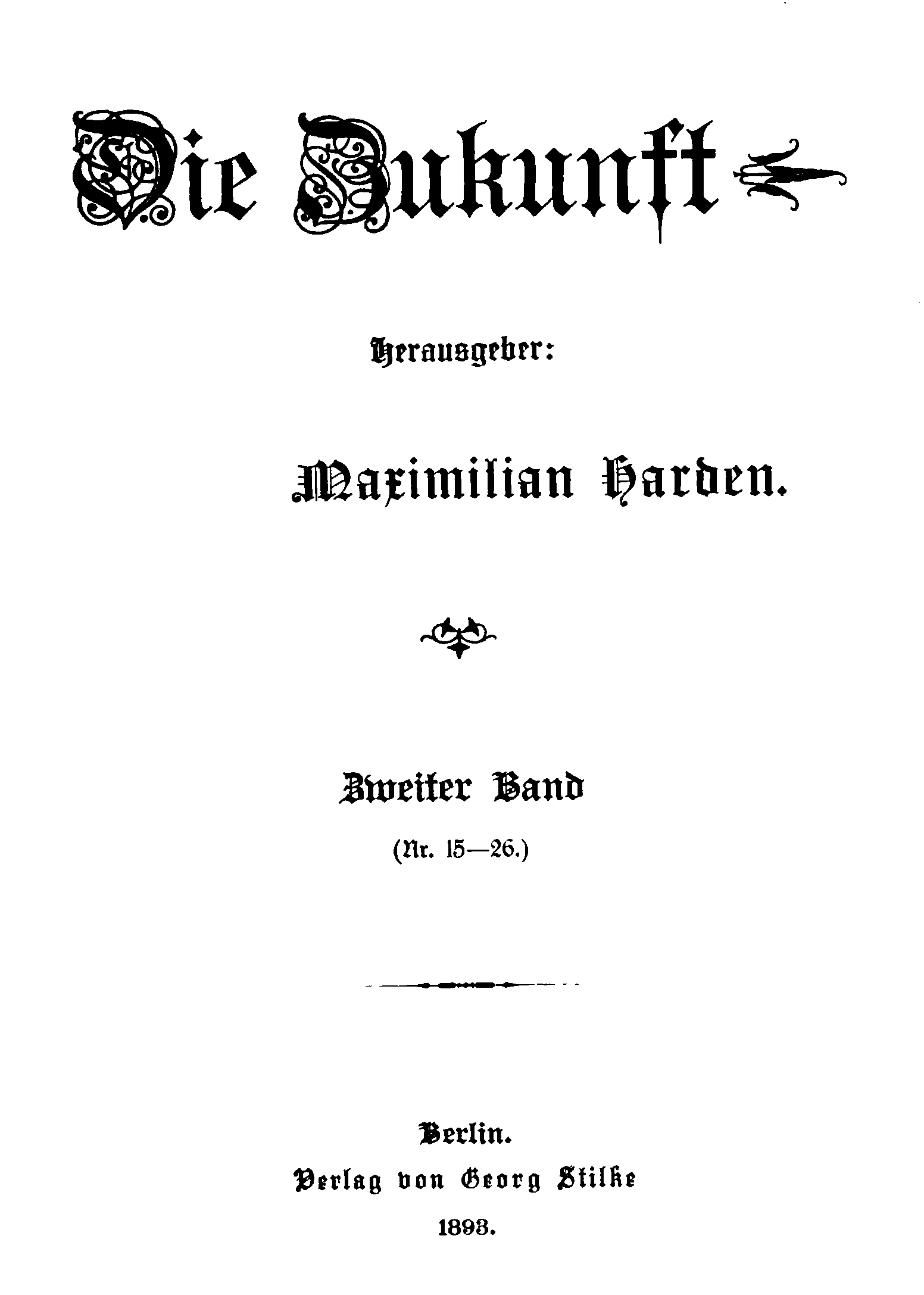

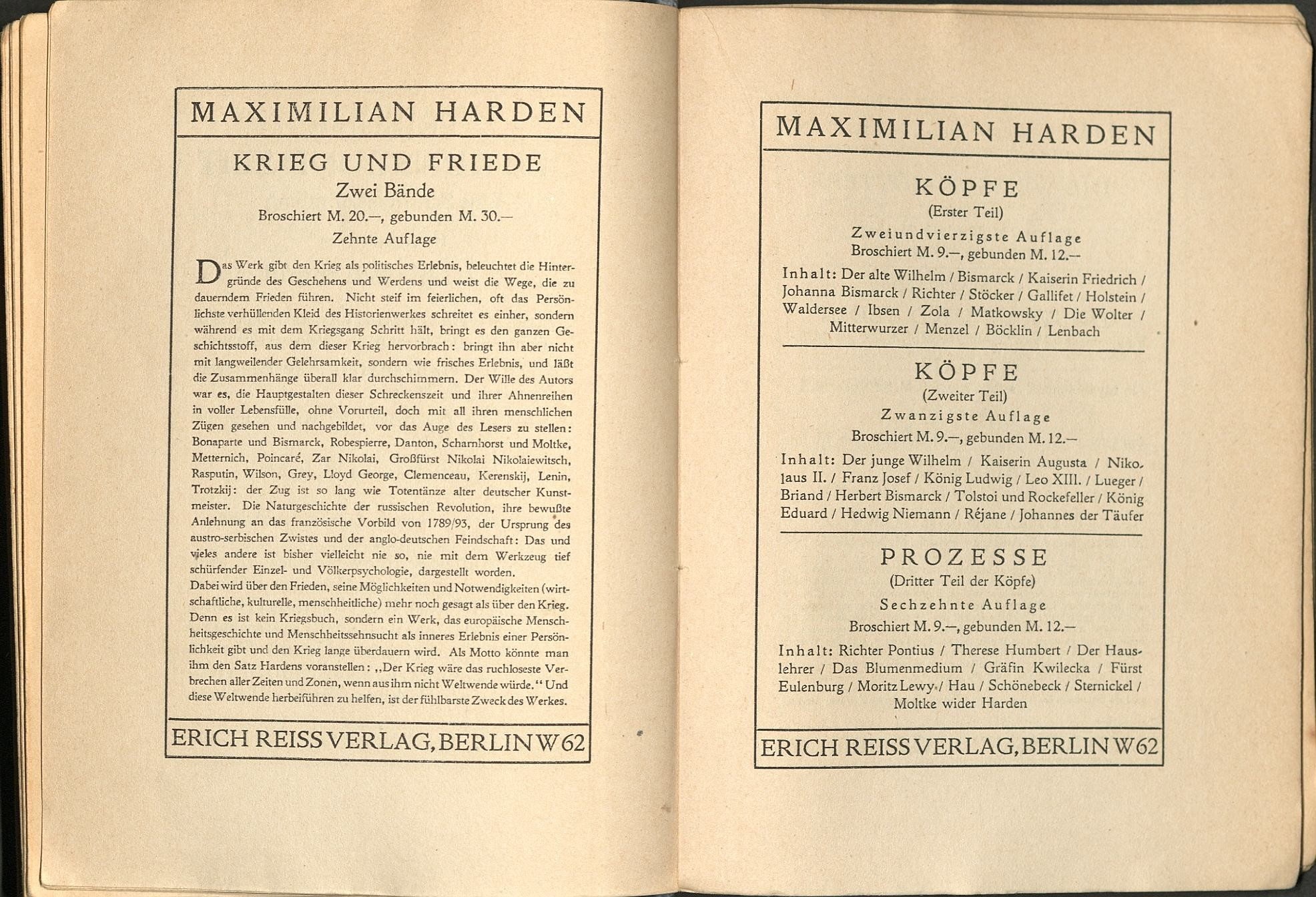
Anzeige bei Erich Reiss (1919)

- Die Zukunft, Eine Wochenschrift erschienen 1892–1922. Digitalisat
- Literatur und Theater. 1896; Textarchiv – Internet Archive.
- Köpfe. Verlag Erich Reiss, Berlin 1910. Band 1: Textarchiv – Internet Archive – Band 3: Textarchiv – Internet Archive.
- Krieg und Frieden, 1918.
- Von Versailles nach Versailles. Avalun-Verlag, Hellerau bei Dresden 1927 (Autobiographie). Digitalisat
- Kaiserpanorama. Literarische und politische Publizistik. Hrsg. und mit einem Nachwort von Ruth Greuner. Buchverlag der Morgen, Berlin, 1983.
- Maximilian Harden. Porträts und Aufsätze. Reclam, Leipzig 1990.

Briefwechsel und Interviews
- Briefwechsel 1897–1920. Maximilian Harden, Walther Rathenau. Mit einer einleitenden Studie hrsg. von Hans Dieter Hellige. G. Müller, München; Schneider, Heidelberg 1983.
- Frank Wedekind, Thomas Mann, Heinrich Mann – Briefwechsel mit Maximilian Harden. Hrsg., kommentiert und mit einem einleitenden Essay von Ariane Martin. Verlag Häusser, Darmstadt 1996, ISBN 3-89552-036-5.
- Maximilian Harden im Interview. In: Hermann Bahr, Hermann Greive (Hrsg.): Der Antisemitismus. Ein internationales Interview. Jüdischer Verlag, Königstein 1979 (zuerst 1894, Neuauflage 2005), ISBN 3-7610-8043-3, S. 33–38.